# Lusja Shatalova
Lusja Shatalova (* 10. März 1968 in Fergana, Sowjetunion) ist eine usbekische Designerin und Illustratorin für Kinderbücher. Shatalova lebt und arbeitet seit 1997 in Deutschland.
Im Jahr 1979 begann sie in Fergana mit einem Studium an der dortigen Kunstfachschule, das sie 1983 mit einem Diplom in Dekorative Malerei abschloss. Anschließend studierte sie an der Kunsthochschule in Taschkent bis 1989, als sie den Diplom-Abschluss als Kunstmalerin erlangte. 
Sie nahm an verschiedenen Kunstausstellungen in Taschkent und Moskau teil. Dort wurden von ihr die Bücher „Usbekische Volksmärchen“ sowie „Kinderlieder und Gedichte“ illustriert. 1996 erhielt sie die Genehmigung zur Ausreise nach Deutschland.
Mit ihrem ganz eigenen Stil mit speziell ausgeschnittenen und geklebten Collagetechniken hat sie einen Illustrationsstil entwickelt, der sich von anderen europäischen Techniken abhebt und wahrscheinlich am ehesten mit den osteuropäischen vergleichbar ist, etwa Tschechiens, der Slowakei und Bulgariens. Ihre Vorliebe für Märchen, Lyrik und Kinderliteratur findet man jedoch auch in ihren anderen, großformatigeren Werken wieder.
Im Sommer 2007 führte sie ein Projekt zum Thema „Die virtuelle Reise nach Australien. Farben selbst erstellen – malen wie Aborginees“ für Kinder im Alter ab neun Jahren durch. Mit intensiven Farben, wie die Ureinwohner Australiens sie kennen, führten sie diese zu phantasievollen Bildern. 
In ganz Deutschland hatte sie seit 1997 zahlreiche Ausstellungen, etwa in Galerien von Berlin, Bonn, Düsseldorf, Köln und zuletzt in Koblenz. 
Sie lebt mit ihrer Tochter in Troisdorf.

## Ausstellungen
2009: Afrasiab und Derwische. Impressionen, Galerie im Stadtmuseum Siegburg

## Werke
- Das Mädchen und der Mond. Ein tschuktschisches Volksmärchen. Illustrationen von Lusja Shatalova.  Kidemus, Köln 2001, ISBN 3-9806910-1-2.
- Josef Mahlmeister: Beiß mir nur mein Flöckchen nicht! Illustrationen von Lusja Shatalova. Palabros de Cologne, Köln 2001, ISBN 3-9806184-5-5.